# キャロライン・ウォズニアッキ
キャロライン・ウォズニアッキ（Caroline Wozniacki デンマーク語発音: [kʰɑːoliːnə ʋʌsniˈɑɡ̊i], ポーランド語: [vɔʑˈɲat͡skʲi], 1990年7月11日 - ）は、デンマーク・オーデンセ出身の女子プロテニス選手。デンマーク人として初めて世界ランキング1位になった選手である。WTAツアーでシングルス30勝、ダブルス2勝を挙げた。WTAランキング自己最高位はシングルス1位、ダブルス52位。身長177cm、体重58kg。右利き、バックハンド・ストロークは両手打ち。ポーランド語読みに近い「カロリーネ・ヴォズニアツキ」とも表記される。
2018年全豪オープン優勝。全米オープン準優勝2回。2017年WTAツアー選手権優勝。WTAプレミア・マンダトリー優勝3回。WTAプレミア5優勝3回。

## 生い立ち

2006年ウィンブルドン選手権ジュニア優勝

ウォズニアッキの家族は、父親はデンマークとポーランドのリーグでプレーした元プロサッカー選手でポーランド生まれのピョトル・ウォズニアッキ、母親はバレーボールのポーランド代表選手アンナ・ウォズニアッキであり、夫妻はピョトルがデンマークのプロサッカークラブと契約した際にポーランドを離れデンマークに移住している。これは1980年代のことであり当時のポーランドはまだ共産主義体制を採っていた。キャロラインの兄パトリック・ウォズニアッキもデンマークのプロサッカー選手である。
キャロラインは父親の手ほどきで7歳からテニスを始め、2005年4月から女子テニス国別対抗戦・フェドカップのデンマーク代表選手に選ばれ、同年7月に15歳でプロテニス選手になった。2005年の「オレンジボウル選手権」（ジュニアテニス選手の登龍門と言われる大会）で優勝した後、2006年前半に全豪オープンジュニア女子シングルス準優勝・全仏オープンジュニア女子ダブルス準優勝・ウィンブルドンジュニア女子シングルス優勝を記録した。ジュニア選手のトーナメントに出ていた頃、ウォズニアッキは日本の世界スーパージュニアテニス選手権大会に3年連続で出場し、同選手権の女子シングルスで2004年・2006年の2度優勝した。

## 経歴
2007年、ウォズニアッキは全仏オープンで4大大会本戦にデビューした。10月のジャパン・オープンで、彼女は女子シングルス準決勝まで勝ち進み、第1シードのビーナス・ウィリアムズに 3-6, 5-7 で敗れた。2008年全豪オープンでは世界ランキング64位のノーシードから勝ち上がり、初めての本戦4回戦に進出した。2回戦で第21シードのアリョーナ・ボンダレンコを破って波に乗るが、4回戦で第4シードのアナ・イバノビッチに 1-6, 6-7 で敗退した。全仏オープンでは「第30シード」に選出され、3回戦でイバノビッチに 4-6, 1-6 で敗れた。同年8月のスウェーデン・ストックホルム大会と「パイロットペン・テニス選手権」でシングルス2勝を獲得。それから、2度目の出場となったジャパン・オープンでも初優勝を飾り、シングルス3勝目を挙げた。こうして、ウォズニアッキはデンマーク人女性として初めてWTAツアーのシングルス・タイトルを獲得した選手になった。
ウォズニアッキは2009年5月18日付で世界ランキング10位に入り、デンマークのテニス史上初めて、世界トップ10入りを果たした。同年の全米オープン女子シングルスで、彼女は第9シードから初の4大大会決勝戦に進出した。決勝ではキム・クライシュテルスに 5-7, 3-6 で敗れ、初優勝を逃した。デンマーク人のテニス選手による4大大会決勝進出は、1953年と1955年の2度ウィンブルドン選手権で準優勝したクルト・ニールセン以来の偉業である。
2010年の全米オープンでは、世界ランク1位のセリーナ・ウィリアムズが欠場したため初の4大大会第1シードとなったが、準決勝でベラ・ズボナレワに 4-6, 3-6 で敗れた。10月の東レ パン・パシフィック・オープン・テニストーナメントでは決勝でエレーナ・デメンチェワに 1-6, 6-2, 6-3, で逆転勝ちし、大会初優勝を挙げる。翌週の中国オープンでは決勝でベラ・ズボナレワに 6–3, 3–6, 6–3 で勝利し、大会後のランキングでデンマーク人としては男女を通じて初めての1位になった。最終戦のWTAツアー選手権でも初めての決勝に進出したが、キム・クライシュテルスに 3-6, 7-5, 3-6 で敗れた。シーズン6勝を挙げたこのシーズンは年間最終ランキングも1位で終えた。
2011年の全豪オープンでは、準決勝で李娜に 6-3, 5-7, 3-6 の逆転で敗れた。2月にクライシュテルスに世界ランキング1位を明け渡したが、ドバイ大会の優勝により再び1位に返り咲いた。4大大会では全仏オープンで3回戦、ウィンブルドンでは4回戦で敗退した。最後の全米オープンでは3年連続でベスト4に進出したが、復活したセリーナ・ウィリアムズに 2-6, 4-6 で完敗し4大大会の決勝には一つも残れなかった。最終戦のWTAツアー選手権ではラウンドロビンで敗退したが、2年連続で最終ランキング1位を守った。
2012年全豪オープンでは準々決勝でキム・クライシュテルスに 3-6, 6-7(4) で敗れ世界ランキング1位から陥落した。ウィンブルドンと全米オープンでは1回戦で敗退した。
2014年の全米オープンでは5年ぶりに決勝に進出するも、セリーナ・ウィリアムズに 3-6, 3-6 で敗れ、またしても悲願の4大大会初優勝はならなかった。
2015年はマレーシアオープンで優勝したものの、シーズン全体として良い成績は残せず、年間最終ランキングを17位で終えた。トップ10からの陥落は7年ぶりだった。
2016年は足首の怪我によりクレーコートシーズンやウィンブルドンを欠場した。リオデジャネイロ五輪には出場し、2回戦でペトラ・クビトバに敗れた。全米オープンでは準決勝まで進出した。パンパシフィックオープンでは決勝で大坂なおみを7–5, 6–3で破り優勝した。香港オープンでも優勝した。年間最終ランキングは19位だった。
2017年は決勝6連敗を喫したが、パンパシフィックオープンではアナスタシア・パフリュチェンコワを6-0, 7-5で下し、大会連覇した。10月のWTAファイナルでは決勝で過去全敗のビーナス・ウィリアムズを 6–4, 6–4 で破り優勝し初のビッグタイトルを獲得した。年間最終ランキングは3位まで上がった。

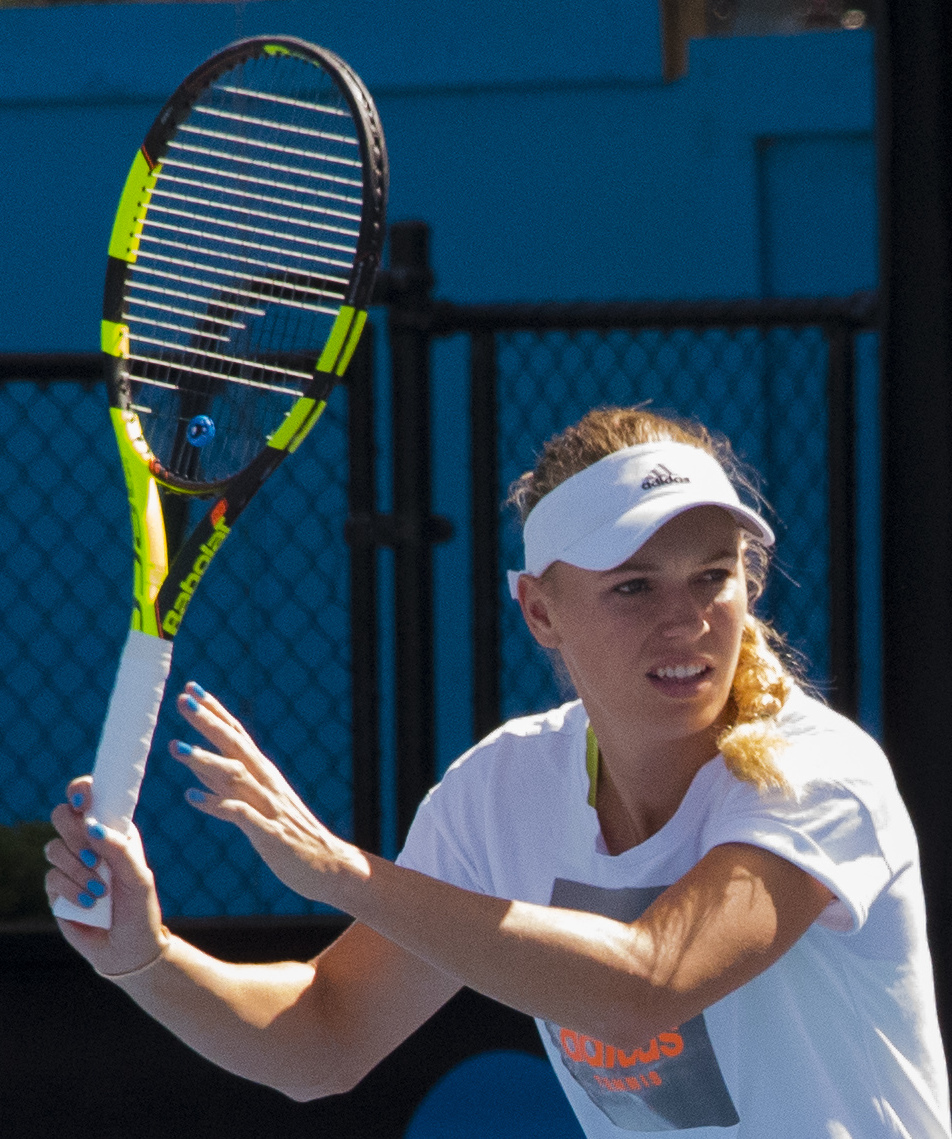
2018年全豪オープンにて

2018年の全豪オープンで第2シードから全豪で初、グランドスラムで3度目の決勝進出。決勝で同じくグランドスラム初優勝が懸かった第1シードのシモナ・ハレプに7-6(2), 3-6, 6-4で勝利し、悲願のグランドスラム初優勝を果たした。1月29日付のランキングで6年ぶりに世界ランキング1位に返り咲いた。6月のイーストボーン国際でも優勝したが、ウィンブルドンは2回戦で敗退した。中国オープンも制し、キャリア30勝に到達した。
2019年、全豪オープンでは3回戦でマリア・シャラポワに敗れた。ウィンブルドン選手権と全米オープンも3回戦敗退に終わった。ボルボ・カーズ・オープンで準優勝。年間最終ランキングは38位に後退。
同年12月6日にTwitterにて、「最近の数か月間で、コートの外での人生においてもっと成し遂げたいことがあると気づいた」として翌年の全豪オープン後に現役を退くことを発表した。
2020年全豪オープンは3回戦でオンス・ジャバーに敗れ、キャリアに幕を下ろした。
2023年6月に、8月のナショナル・バンク・オープンで現役復帰することを表明する。

## プレースタイル
カウンターパンチャー。予測力・動作性・敏捷性・フットワークでスピードある守備をする。また両手バックハンドの守備から攻撃に変えるダウンザラインも武器。
ウォズニアッキはオリンピックデンマーク代表として、2008年北京五輪と2012年ロンドン五輪、2016年リオデジャネイロ五輪の3大会に出場し、リオ五輪では開会式でデンマーク選手団の旗手を務めた。

## 私生活
2011年の7月からプロゴルファーのローリー・マキロイと交際、2014年1月1日、婚約を発表したが、5月に婚約を破棄した。
2017年11月バスケットボール選手デビッド・リーとの婚約を発表し、2019年6月に結婚した。
コマーシャル契約の総額は、年間1,000万ドルに達すると報道されたことがある。

## WTAツアー決勝進出結果

### シングルス: 55回 (30勝25敗)
| 大会グレード          | 大会グレード                 |
| 2008年以前            | 2009年以後                   |
| --------------------- | ---------------------------- |
| グランドスラム (1–2)  |                              |
| WTAファイナルズ (1–1) |                              |
| ティア I (0–0)        | プレミア・マンダトリー (3–4) |
| ティア I (0–0)        | プレミア5 (3–2)              |
|                       | WTAチャンピオンズ (0–1)      |
| ティア II (1–0)       | プレミア (10–8)              |
| ティア III (1–1)      | インターナショナル (9–6)     |
| ティア IV ＆ V (1–0)  | インターナショナル (9–6)     |

| 結果   | No. | 決勝日         | 大会                 | サーフェス    | 対戦相手                               | スコア             |
| ------ | --- | -------------- | -------------------- | ------------- | -------------------------------------- | ------------------ |
| 優勝   | 1.  | 2008年8月8日   | ストックホルム       | ハード        | ベラ・ドゥシェビナ                     | 6-0, 6-2           |
| 優勝   | 2.  | 2008年8月23日  | ニューヘイブン       | ハード        | アンナ・チャクベタゼ                   | 3-6, 6-4, 6-1      |
| 優勝   | 3.  | 2008年10月5日  | 東京                 | ハード        | カイア・カネピ                         | 6-2, 3-6, 6-1      |
| 準優勝 | 1.  | 2008年10月26日 | ルクセンブルク       | ハード (室内) | エレーナ・デメンチェワ                 | 6-2, 4-6, 6-7(4-7) |
| 準優勝 | 2.  | 2009年2月21日  | メンフィス           | ハード (室内) | ビクトリア・アザレンカ                 | 1-6, 3-6           |
| 優勝   | 4.  | 2009年4月12日  | ポンテベドラビーチ   | クレー        | アレクサンドラ・ウォズニアク           | 6-1, 6-2           |
| 準優勝 | 3.  | 2009年4月19日  | チャールストン       | クレー        | ザビーネ・リシキ                       | 2-6, 4-6           |
| 準優勝 | 4.  | 2009年5月17日  | マドリード           | クレー        | ディナラ・サフィナ                     | 2-6, 4-6           |
| 優勝   | 5.  | 2009年6月20日  | イーストボーン       | 芝            | ビルジニ・ラザノ                       | 7-6(7-5), 7-5      |
| 準優勝 | 5.  | 2009年7月11日  | ボースタード         | クレー        | マリア・ホセ・マルティネス・サンチェス | 5-7, 4-6           |
| 優勝   | 6.  | 2009年8月29日  | ニューヘイブン       | ハード        | エレーナ・ベスニナ                     | 6-2, 6-4           |
| 準優勝 | 6.  | 2009年9月13日  | 全米オープン         | ハード        | キム・クライシュテルス                 | 5-7, 3-6           |
| 準優勝 | 7.  | 2010年3月21日  | インディアンウェルズ | ハード        | エレナ・ヤンコビッチ                   | 2-6, 4-6           |
| 優勝   | 7.  | 2010年4月11日  | ポンテベドラビーチ   | クレー        | オリガ・ゴボツォワ                     | 6-2, 7-5           |
| 優勝   | 8.  | 2010年8月8日   | コペンハーゲン       | ハード (室内) | クララ・ザコパロバ                     | 6-2, 7-6(7-5)      |
| 優勝   | 9.  | 2010年8月23日  | モントリオール       | ハード        | ベラ・ズボナレワ                       | 6-3, 6-2           |
| 優勝   | 10. | 2010年8月28日  | ニューヘイブン       | ハード        | ナディア・ペトロワ                     | 6-3, 3-6, 6-3      |
| 優勝   | 11. | 2010年10月2日  | 東京                 | ハード        | エレーナ・デメンチェワ                 | 1-6, 6-2, 6-3      |
| 優勝   | 12. | 2010年10月10日 | 北京                 | ハード        | ベラ・ズボナレワ                       | 6-3, 3-6, 6-3      |
| 準優勝 | 8.  | 2010年10月31日 | ドーハ               | ハード        | キム・クライシュテルス                 | 3-6, 7-5, 3-6      |
| 優勝   | 13. | 2011年2月20日  | ドバイ               | ハード        | スベトラーナ・クズネツォワ             | 6-1, 6-3           |
| 準優勝 | 9.  | 2011年2月26日  | ドーハ               | ハード        | ベラ・ズボナレワ                       | 4-6, 4-6           |
| 優勝   | 14. | 2011年3月20日  | インディアンウェルズ | ハード        | マリオン・バルトリ                     | 6-1, 2-6, 6-3      |
| 優勝   | 15. | 2011年4月10日  | チャールストン       | クレー        | エレーナ・ベスニナ                     | 6-2, 6-3           |
| 準優勝 | 10. | 2011年4月24日  | シュトゥットガルト   | クレー        | ユリア・ゲルゲス                       | 6-7(3-7), 3-6      |
| 優勝   | 16. | 2011年5月21日  | ブリュッセル         | クレー        | 彭帥                                   | 2-6, 6-3, 6-3      |
| 優勝   | 17. | 2011年6月12日  | コペンハーゲン       | ハード (室内) | ルーシー・サファロバ                   | 6-1, 6-4           |
| 優勝   | 18. | 2011年8月27日  | ニューヘイブン       | ハード        | ペトラ・チェトコフスカ                 | 6-4, 6-1           |
| 準優勝 | 11. | 2012年4月15日  | コペンハーゲン       | ハード (室内) | アンゲリク・ケルバー                   | 4-6, 4-6           |
| 優勝   | 19. | 2012年9月23日  | ソウル               | ハード        | カイア・カネピ                         | 6-1, 6-0           |
| 優勝   | 20. | 2012年10月21日 | モスクワ             | ハード (室内) | サマンサ・ストーサー                   | 6-2, 4-6, 7-5      |
| 準優勝 | 12. | 2012年11月4日  | ソフィア             | ハード (室内) | ナディア・ペトロワ                     | 2-6, 1-6           |
| 準優勝 | 13. | 2013年3月17日  | インディアンウェルズ | ハード        | マリア・シャラポワ                     | 2-6, 2-6           |
| 優勝   | 21. | 2013年10月20日 | ルクセンブルク       | ハード (室内) | アニカ・ベック                         | 6-2, 6-2           |
| 優勝   | 22. | 2014年7月20日  | イスタンブール       | ハード        | ロベルタ・ビンチ                       | 6-1, 6-1           |
| 準優勝 | 14. | 2014年9月7日   | 全米オープン         | ハード        | セリーナ・ウィリアムズ                 | 3-6, 3-6           |
| 準優勝 | 15. | 2014年9月21日  | 東京                 | ハード        | アナ・イバノビッチ                     | 2-6, 6-7(2-7)      |
| 準優勝 | 16. | 2015年1月10日  | オークランド         | ハード        | ビーナス・ウィリアムズ                 | 6-2, 3-6, 3-6      |
| 優勝   | 23. | 2015年3月8日   | クアラルンプール     | ハード        | アレクサンドラ・ドゥルゲル             | 4-6, 6-2, 6-1      |
| 準優勝 | 17. | 2015年4月26日  | シュトゥットガルト   | クレー        | アンゲリク・ケルバー                   | 6-3, 1-6, 5-7      |
| 優勝   | 24. | 2016年9月25日  | 東京                 | ハード        | 大坂なおみ                             | 7-5, 6-3           |
| 優勝   | 25. | 2016年10月16日 | 香港                 | ハード        | クリスティナ・ムラデノビッチ           | 6-1, 6-7(4-7), 6-2 |
| 準優勝 | 18. | 2017年2月18日  | ドーハ               | ハード        | カロリナ・プリスコバ                   | 3-6, 4-6           |
| 準優勝 | 19. | 2017年2月25日  | ドバイ               | ハード        | エリナ・スビトリナ                     | 4-6, 2-6           |
| 準優勝 | 20. | 2017年4月1日   | マイアミ             | ハード        | ジョアンナ・コンタ                     | 4-6, 3-6           |
| 準優勝 | 21. | 2017年7月1日   | イーストボーン       | 芝            | カロリナ・プリスコバ                   | 4-6, 4-6           |
| 準優勝 | 22. | 2017年7月30日  | ボースタード         | クレー        | カテリナ・シニャコバ                   | 3-6, 4-6           |
| 準優勝 | 23. | 2017年8月13日  | トロント             | ハード        | エリナ・スビトリナ                     | 4-6, 0-6           |
| 優勝   | 26. | 2017年9月24日  | 東京                 | ハード        | アナスタシア・パブリュチェンコワ       | 6-0, 7-5           |
| 優勝   | 27. | 2017年10月29日 | シンガポール         | ハード (室内) | ビーナス・ウィリアムズ                 | 6-4, 6-4           |
| 準優勝 | 24. | 2018年1月7日   | オークランド         | ハード        | ユリア・ゲルゲス                       | 4-6, 6-7(4-7)      |
| 優勝   | 28. | 2018年1月27日  | 全豪オープン         | ハード        | シモナ・ハレプ                         | 7-6(7-2), 3-6, 6-4 |
| 優勝   | 29. | 2018年6月30日  | イーストボーン       | 芝            | アリーナ・サバレンカ                   | 7-5, 7-6(7-5)      |
| 優勝   | 30. | 2018年10月6日  | 北京                 | ハード        | アナスタシヤ・セバストワ               | 6-3, 6-3           |
| 準優勝 | 25. | 2019年4月4日   | チャールストン       | クレー        | マディソン・キーズ                     | 6-7, 3-6           |

### ダブルス: 4回 (2勝2敗)
| 結果   | No. | 決勝日        | 大会         | サーフェス    | パートナー                   | 対戦相手                                  | スコア        |
| ------ | --- | ------------- | ------------ | ------------- | ---------------------------- | ----------------------------------------- | ------------- |
| 準優勝 | 1.  | 2006年2月26日 | メンフィス   | ハード (室内) | ビクトリア・アザレンカ       | リサ・レイモンド サマンサ・ストーサー     | 6-7(2-7), 3-6 |
| 優勝   | 1.  | 2008年9月28日 | 北京         | ハード        | アナベル・メディナ・ガリゲス | 韓馨蘊 徐一幡                             | 6-1, 6-3      |
| 優勝   | 2.  | 2009年2月21日 | メンフィス   | ハード (室内) | ビクトリア・アザレンカ       | ユリアナ・フェダク ミハエラ・クライチェク | 6-1, 7-6(7-2) |
| 準優勝 | 2.  | 2020年1月11日 | オークランド | ハード        | セリーナ・ウィリアムズ       | アジア・ムハンマド テイラー・タウンゼント | 4-6, 4-6      |

## 4大大会シングルス成績
略語の説明
| W | F | SF | QF | #R | RR | Q# | LQ | A | Z# | PO | G | S | B | NMS | P | NH |

W=優勝, F=準優勝, SF=ベスト4, QF=ベスト8, #R=#回戦敗退, RR=ラウンドロビン敗退, Q#=予選#回戦敗退, LQ=予選敗退, A=大会不参加, Z#=デビスカップ/BJKカップ地域ゾーン, PO=デビスカップ/BJKカッププレーオフ, G=オリンピック金メダル, S=オリンピック銀メダル, B=オリンピック銅メダル, NMS=マスターズシリーズから降格, P=開催延期, NH=開催なし.
| 大会           | 2006 | 2007 | 2008 | 2009 | 2010 | 2011 | 2012 | 2013 | 2014 | 2015 | 2016 | 2017 | 2018 | 2019 | 2020 | 2021 | 2022 | 2023 | 2024 | 通算成績 |
| -------------- | ---- | ---- | ---- | ---- | ---- | ---- | ---- | ---- | ---- | ---- | ---- | ---- | ---- | ---- | ---- | ---- | ---- | ---- | ---- | -------- |
| 全豪オープン   | A    | A    | 4R   | 3R   | 4R   | SF   | QF   | 4R   | 3R   | 2R   | 1R   | 3R   | W    | 3R   | 3R   | A    | A    | A    | 2R   | 37–13    |
| 全仏オープン   | A    | 1R   | 3R   | 3R   | QF   | 3R   | 3R   | 2R   | 1R   | 2R   | A    | QF   | 4R   | 1R   | A    | A    | A    | A    | A    | 21–12    |
| ウィンブルドン | LQ   | 2R   | 3R   | 4R   | 4R   | 4R   | 1R   | 2R   | 4R   | 4R   | 1R   | 4R   | 2R   | 3R   | NH   | A    | A    | A    | 3R   | 27–12    |
| 全米オープン   | A    | 2R   | 4R   | F    | SF   | SF   | 1R   | 3R   | F    | 2R   | SF   | 2R   | 2R   | 3R   | A    | A    | A    | 4R   | 4R   | 44–15    |